# Ad van der Steur
Adrianus (Ad) van der Steur (Haarlem, 27 september 1893 – Rotterdam, 13 december 1953) was een Nederlands architect en telg uit een architectenfamilie.

## Leven en werk
Van der Steur studeerde bouwkunde aan de Technische Hogeschool Delft. Na het afronden van zijn studie in 1918 werkte hij voor de Nederlandse Spoorwegen en vanaf 1924 als architect bij Gemeentewerken Rotterdam. Zoals meer architecten in gemeentelijke en overheidsdienst werkte Van der Steur in de jaren twintig in een aan Dudok en de Amsterdamse School verwante stijl. In deze periode ontwierp hij eerst voornamelijk scholen, zoals de Johan van Oldenbarnevelt HBS (1925). Daarna realiseerde hij een aantal gebouwen in Rotterdam:
- de snelfiltergebouwen van de DWL (1929)
- het GEB-gebouw Rotterdam (1931, samen met J. Poot)
- de Rijksseruminrichting (1931) in Oud-Mathenesse
- Museum Boijmans Van Beuningen (1935; dit was een particuliere opdracht)
- het Erasmiaans Gymnasium (1937) in de wijk Dijkzigt
- het hoofdbureau van politie aan het Haagseveer (1938)
- het Centraal Gebouw voor de Volksgezondheid aan de Schiedamsedijk (1938-40)
- het Zuiderziekenhuis (1939)
- de ventilatiegebouwen van de Maastunnel (1940)
- het Oogziekenhuis (1942)

Een aantal van zijn ontwerpen staat op de Lijst van rijksmonumenten in Rotterdam.
Buiten Rotterdam ontwierp hij onder meer:
- het kantoor van de IJsselcentrale in Zwolle (1939-1946)
- het kantoorgebouw in Den Haag (1951-1953) van 'De Eerste Nederlandsche te 's-Gravenhage' (een rechtsvoorganger van Aegon); in het gebouw zetelt nu het Joegoslavië-tribunaal
- stationsgebouw van het standaardtype Woldjerspoor (1929), waarvan er zeven gebouwd zijn en vijf nog bestaan
- pastorie van Engelbert (1928)
- de faculteit 3mE (Werktuigbouwkunde, Maritieme Techniek en Technische Materiaalwetenschappen) van de Technische Universiteit Delft (1953, rijksmonument)

## Restauraties
Van der Steur was als architect betrokken bij de restauraties van beeldbepalende gebouwen in diverse steden, waaronder de raadhuizen van Gouda en Middelburg en de Laurenskerk van Rotterdam.

## Architectenfamilie
Van der Steur is een telg uit een architectenfamilie, waarvan de leden in de architectuurboeken soms worden verward. Zijn grootvader A. van der Steur jr. (1836-1899) was architect in Haarlem. Diens zoon, de vader van Ad, J.A.G. van der Steur (1865-1945) was architect en hoogleraar in Delft. Drie zonen van J.A.G. waren ook in het bouwvak actief. Evenals Ad was zijn broer A.J. van der Steur (1895-1963) architect. Zijn andere broer J.A.G. van der Steur jr. (1899-1966) was civiel ingenieur en onder andere betrokken bij het ontwerp van de Stormvloedkering Hollandse IJssel in Krimpen aan den IJssel.
Van der Steur trouwde met Anthonia Jacoba Stoett (1896-1978); uit dit huwelijk werden een zoon (1921-2006), cardioloog, en een dochter (1924-2011), die later trouwde met een Haagse notaris, geboren, beiden in De Bilt. 
In 1941 richtte Van der Steur samen met W.A.C. Herman de Groot (met wie hij het Zuiderziekenhuis ontwierp) en K.I. Ruige een eigen architectenbureau op.

## Afbeeldingen

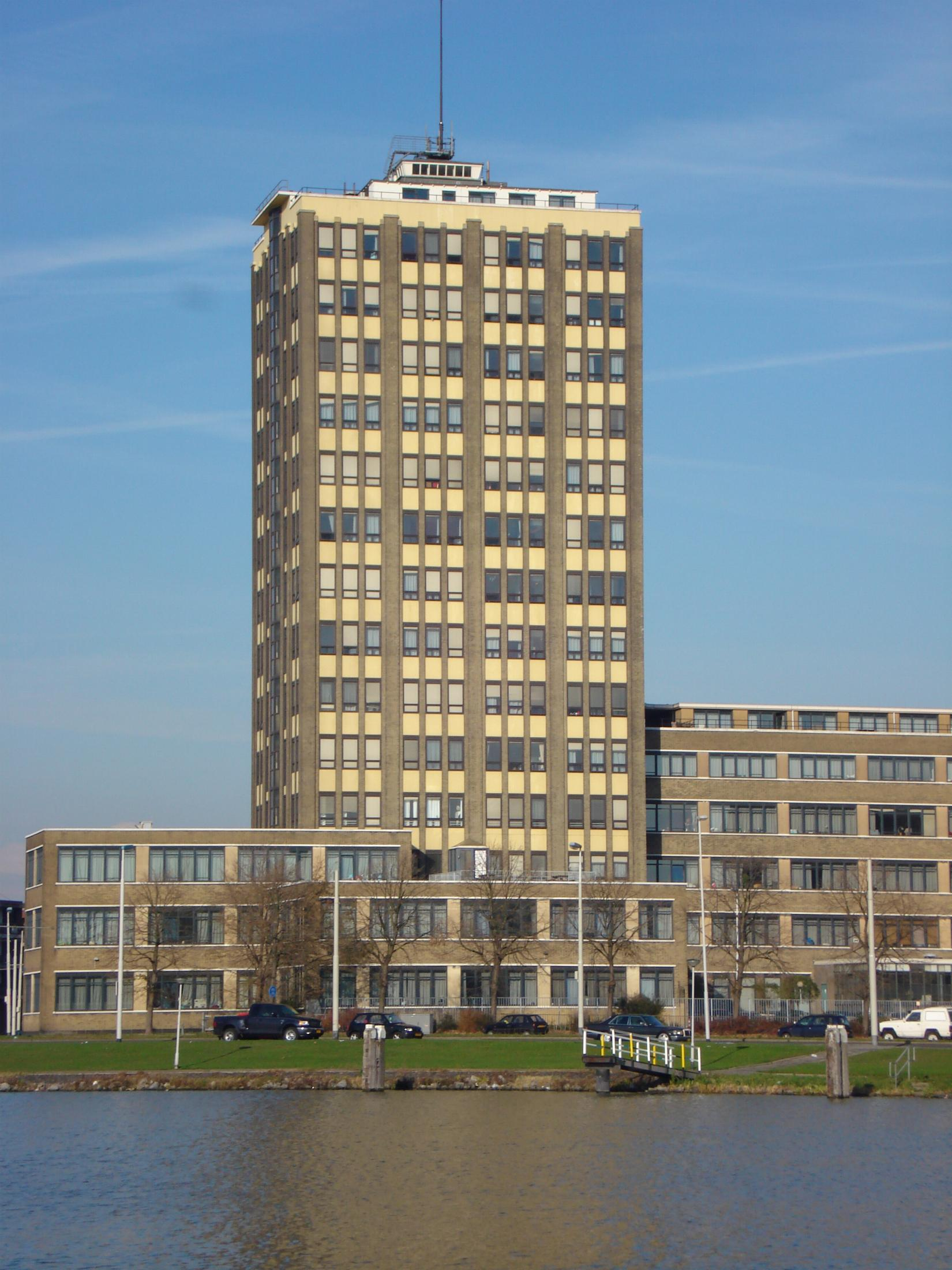
GEB-gebouw
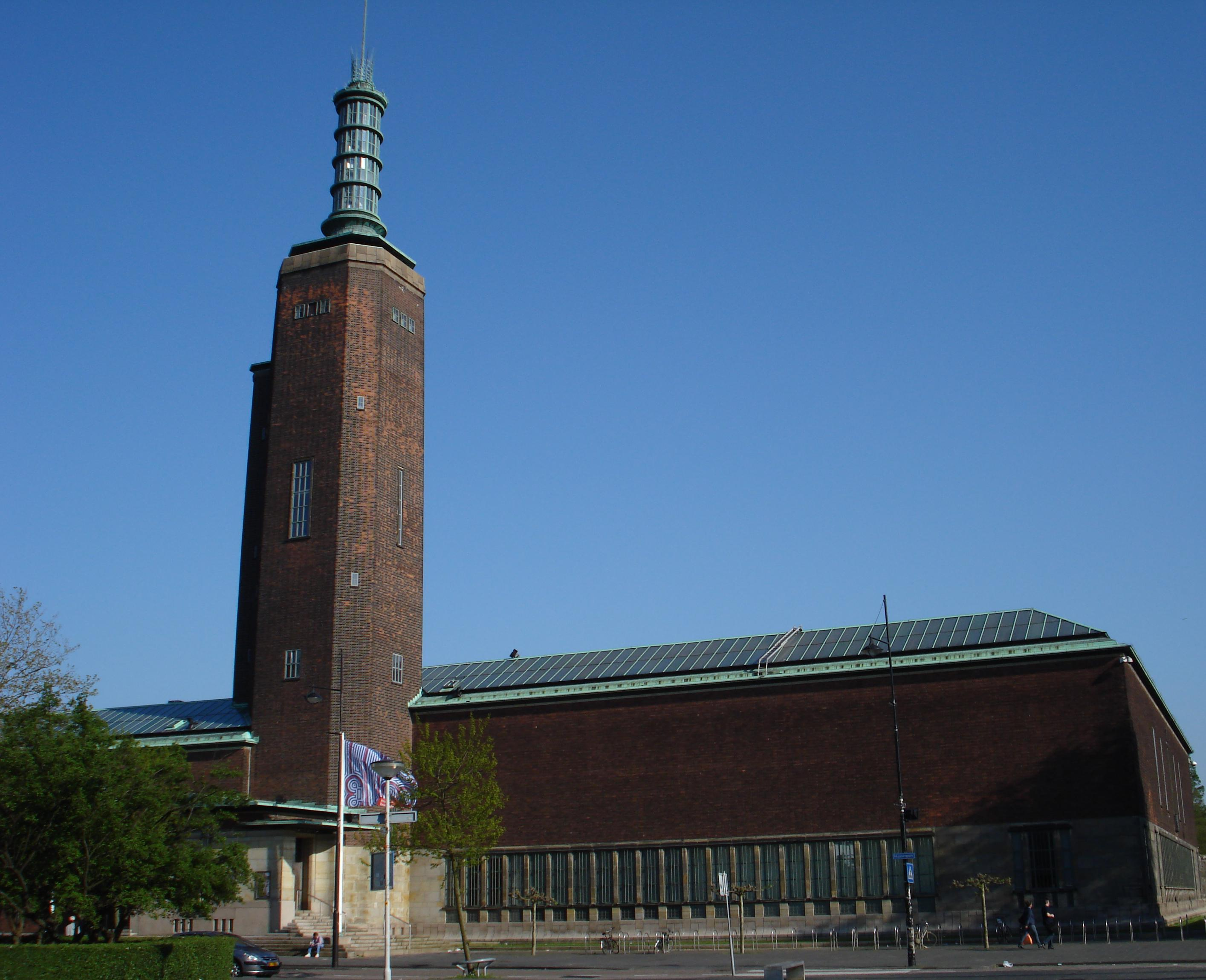
Museum Boijmans
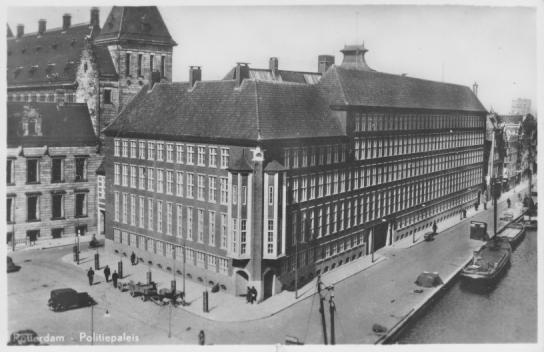
Hoofdbureau Haagseveer
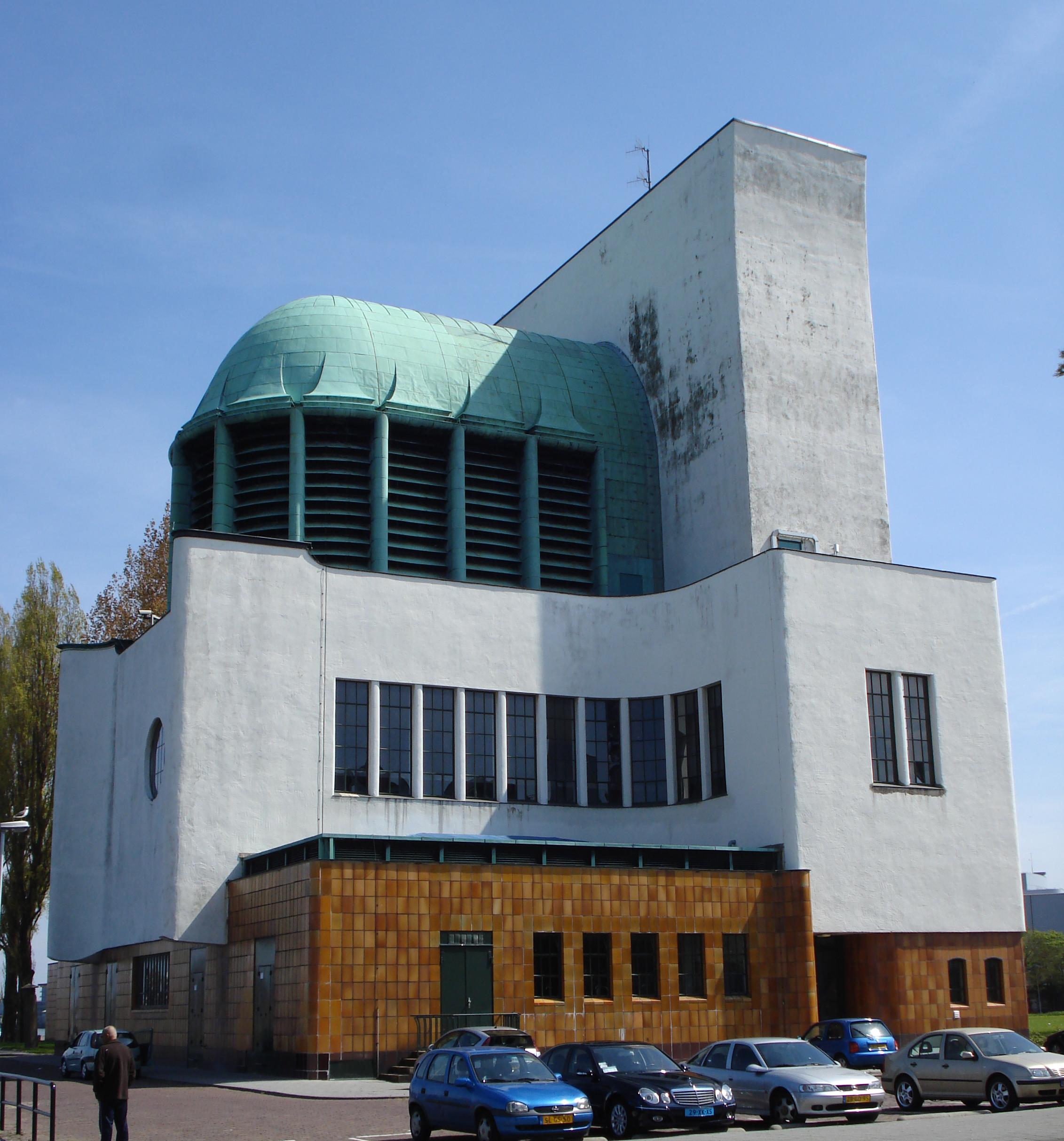
Ventilatiegebouwen Maastunnel
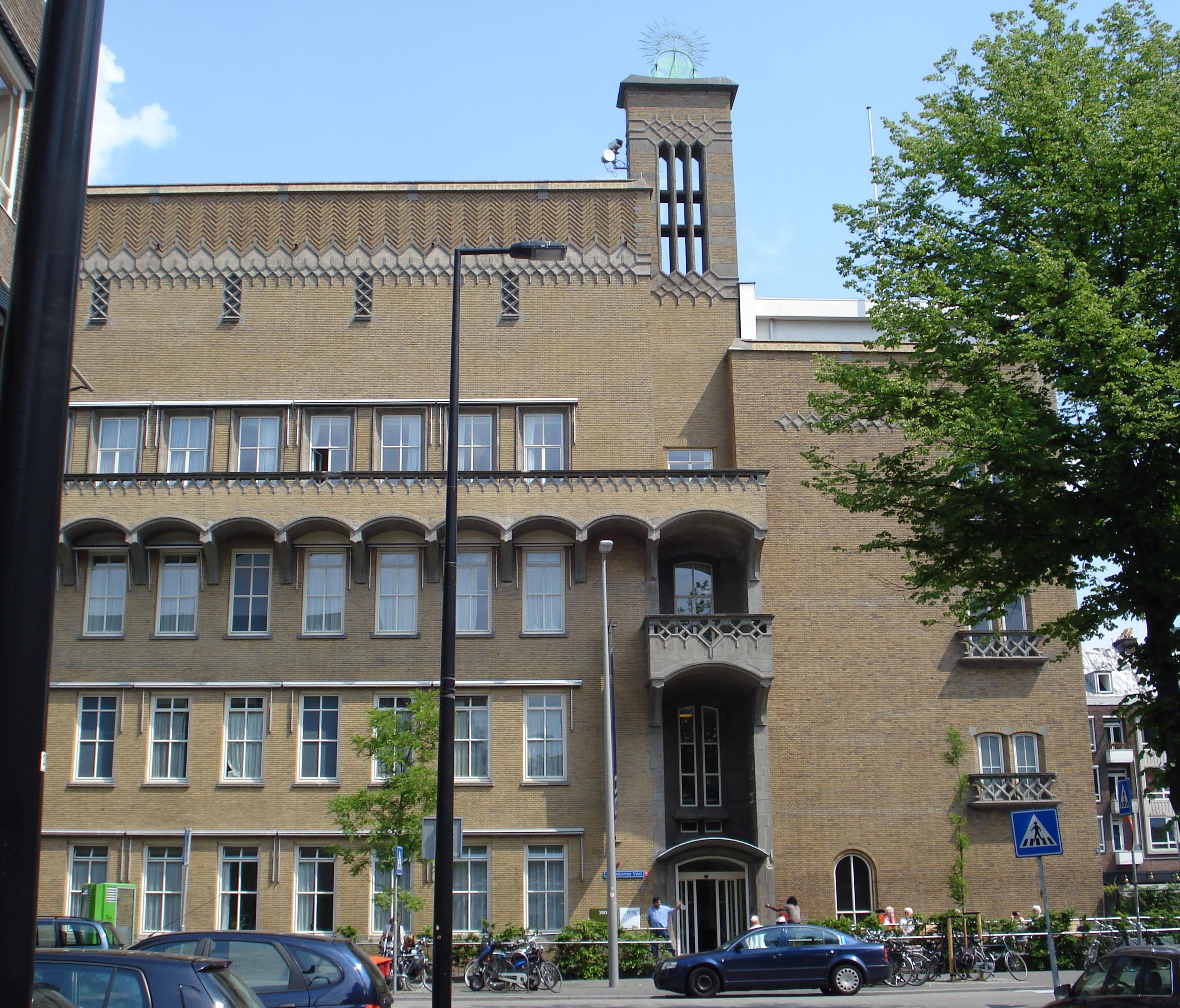
Oogziekenhuis Rotterdam
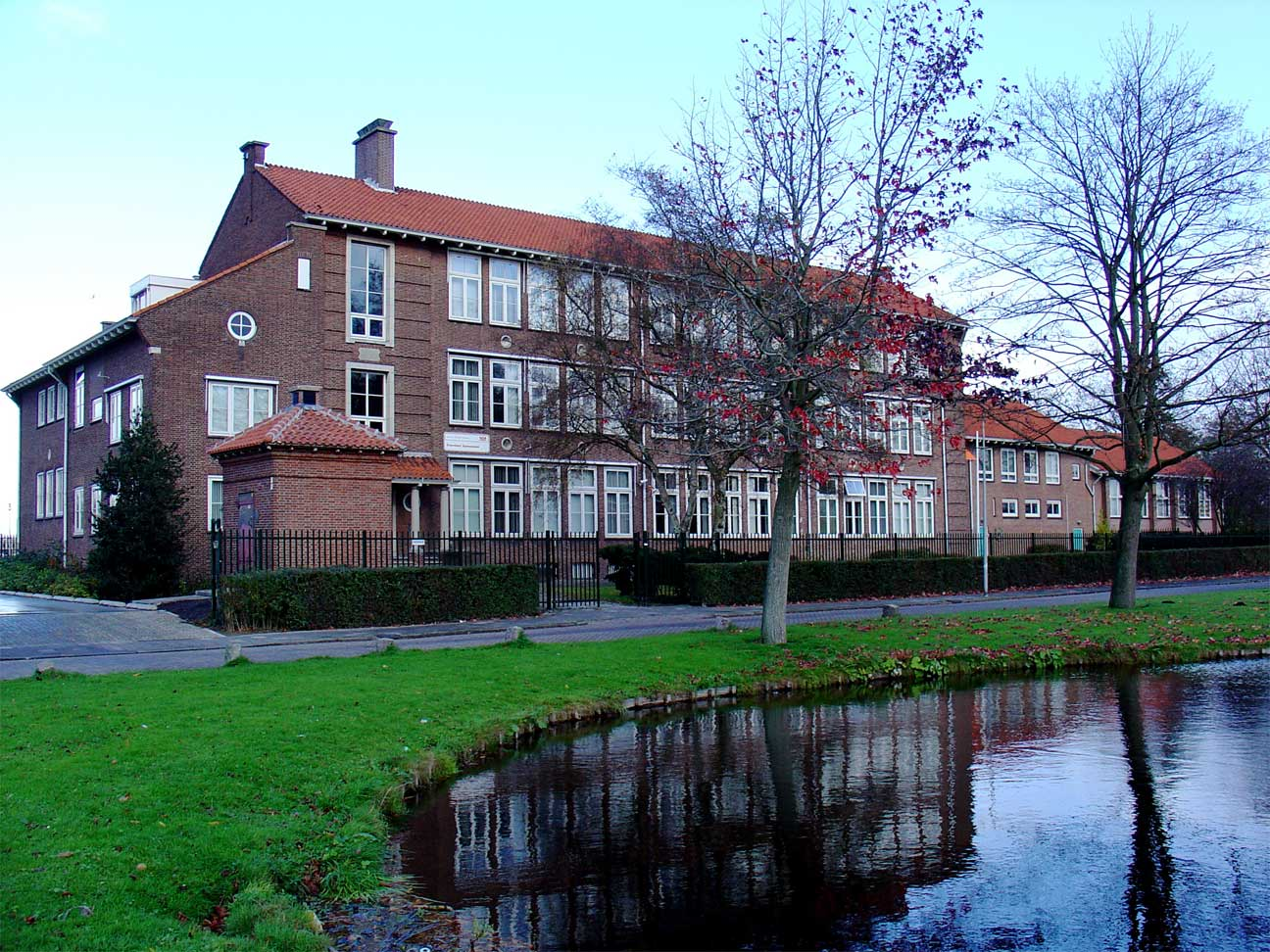
Coornhert Gymnasium Gouda